# Jan Krzysztof (taternik)
Jan Krzysztof (ur. 1962 r. w Zakopanem) - naczelnik Tatrzańskiego Ochotniczego Pogotowia Ratunkowego od 1998 roku.

## Związek z górami
Już od najmłodszych lat związany był z górami - wychował się na Podhalu, a na jego pierwsze wyprawy w wczesnym dzieciństwie zabierał go dziadek. Jak sam wspomina, góra Kopieniec stanowiła dla niego "naturalny plac zabaw". Jako nastolatek, uczęszczał do Technikum Budownictwa Regionalnego, które znajdowało się obok siedziby TOPR-u, co wskazuje na jeden z możliwych czynników, przez które zdecydował się na karierę ratownika.

## Stopień ratowniczy
Kandydatem został 9 czerwca 1981 roku. Już po roku - 29 października 1982 roku złożył przysięgę. Jego oficjalny stopień ratowniczy to starszy instruktor. Natomiast aktualny status to ratownik zawodowy [RE].

## Działalność dodatkowa
Jest członkiem Rady Fundacji Ratownictwa Tatrzańskiego TOPR, która wspiera rozwój ratownictwa w Tatrach, finansuje sprzęty, szkolenia i edukację górską. 
Prowadzi także Akademię Górską Murowaniec, która oferuje kursy lawinowe, skiturowe i lawinowo-skiturowe. Pomaga w nauce oceny ryzyka lawinowego oraz poruszania się w zimie po terenach wysokogórskich.